# Freightliner
Freightliner Trucks, «Фрейтлайнер Тракс» — один из крупных производителей тягачей и грузовиков в США, часть корпорации Daimler. Девиз бренда — «Run smart!».

## История
Freightliner является американским производителем грузовых автомобилей, специализирующимся на производстве грузовых тягачей, фургонов и шасси для различных применений. Freightliner была основана в 1942 году в США под названием Freightliner Corporation. Компания была создана Леландом Джеймсом, предпринимателем из Южной Каролины. Вначале Freightliner выпускала автомобили для военных нужд, но после окончания Второй мировой войны перешла к производству грузовиков для гражданского использования. В 1981 году немецкая автомобильная компания Daimler-Benz AG приобрела Freightliner. После приобретения, Freightliner стала дочерней компанией Daimler-Benz и частью его грузового подразделения. С момента приобретения Daimler-Benz Freightliner активно развивалась и внедряла новые технологии. Компания стала пионером в использовании алюминиевых кузовов для грузовиков, что снижает вес и повышает топливную эффективность. Также компания одна из первых выпустила дизельные грузовики, соответствующие стандартам экологической безопасности EPA07 и EPA10. Freightliner расширила свою деятельность за пределы США и начала экспортировать свои грузовики в другие страны. Компания известна в Канаде, Мексике, Австралии и других странах. Freightliner была также активна на европейском рынке под маркой Mercedes-Benz Trucks. Freightliner продолжает быть одним из ведущих производителей грузовиков в Северной Америке и имеет широкую дилерскую сеть по всему миру. Компания предлагает разнообразные модели грузовиков, включая тягачи, самосвалы, автобусы и специализированные транспортные средства.

## Наиболее распространенные модели
- FLD
- Century class
- Columbia
- Coronado
- Cascadia
- FLB
- Argosy
- M2 Business Class

## Производители деталей
| Производитель                 | Тип узла                                  |
| ----------------------------- | ----------------------------------------- |
| Cummins, Detroit, Caterpillar | Моторы                                    |
| Eaton, Arvin Meritor          | АКПП, МКПП                                |
| Dana, Arvin Meritor, Detroit  | Дифференциалы, тормоза, др. ходовые части |
| Bendix, PAI                   | Пневмосистемы, компрессоры                |
| Honeywell                     | Тормозные колодки, турбокомпрессоры       |
| S%S                           | ГУР                                       |
| Webasto, Wabco                | Автономные отопители                      |
| Alcoa и другие компании       | Легкосплавные диски                       |

## Freightliner в массовой культуре
- Фильмы «Терминатор 2: Судный день», «Терминатор 3: Восстание машин», «Крепкий орешек 4.0», «Обитель зла 2: Апокалипсис», «Трансформеры: Эпоха истребления», «Пункт назначения 2», «Полицейский и бандит», «Полицейский и бандит 2», «Полицейский и бандит 3», «Матрица: Перезагрузка», «Брат-2».
- Игры «American Truck Simulator», «Дальнобойщики-2», «18 Стальных колёс»